# مافیا: نسخه قطعی
| گردآورنده | امتیاز                              |
| --------- | ----------------------------------- |
| متاکریتیک | PC: 79/100 PS4: 76/100 XONE: 79/100 |

| ناشر           | امتیاز |
| -------------- | ------ |
| دستراکتید      | 9/10   |
| گیم اینفورمر   | 5.5/10 |
| گیم‌پرو         | 89/100 |
| گیم رولیشن     | [ ۷ ]  |
| گیم‌اسپات       | 6/10   |
| هاردکور گیمر   | 3.5/5  |
| آی‌جی‌ان         | 8/10   |
| VideoGamer.com | 7/10   |

مافیا: نسخهٔ قطعی (انگلیسی: Mafia: Definitive Edition) یک بازی ویدئویی آمریکایی در ژانر اکشن-ماجراجویی است که توسط هنگر ۱۳ توسعه یافته و به وسیله ۲کی گیمز در سال ۲۰۲۰ منتشر شد. این نسخه که بازخلق‌شده بازی ویدئویی مافیا محصول ۲۰۰۲ است، در سپتامبر ۲۰۲۰ برای مایکروسافت ویندوز، پلی‌استیشن ۴ و ایکس‌باکس وان عرضه شد. این بازی در یک نسخه طراحی شده از شهر خیالی لاست هون (بر اساس شیکاگو) در دههٔ ۱۹۳۰ میلادی ست شده‌است. همچنین برای اولین بار موتور سیکلت برای این سری معرفی شده و مکانیک بازی بر اساس مافیا ۳ می‌باشد. یک‌سری از ویژگی‌های جدید مانند توقف نکردن پشت چراغ قرمز و سرعت غیرمجاز باعث تحریک نیروهای پلیس خواهد شد.
مافیا: نسخه قطعی در ۲۵ سپتامبر ۲۰۲۰ هم به صورت جداگانه و هم به عنوان بخشی از بسته مافیا: سه‌گانه که شامل نسخه‌های بازسازی‌شده بازی‌های دوم و سوم نیز است، برای مایکروسافت ویندوز، پلی‌استیشن ۴ و ایکس‌باکس وان منتشر شد. پس از انتشار، بابت احیای دوباره داستان، نمایش‌ها و گرافیک‌ها، مورد انتقاد مثبت منتقدان قرار گرفت.